# Evon Z. Vogt
Evon Zartman Vogt (20 de agosto de 1918 – 13 de mayo de 2004) fue un académico, mayista, etnógrafo y antropólogo estadounidense.

## Datos biográficos
Nació en Gallup, Nuevo México. Fue profesor en la Universidad de Harvard, presidente del Departamento de Antropología y director de la Kirkland House, junto con su esposa Catherine C. Vogt. También se desempeñó como director del Centro de EStudios de América Latina y del Proyecto Chiapas de Harvard, que estudió a la etnia tsotsil y en general a los pueblos mayas de los altos de Chiapas, México.  Vogt murió a los 86 años en Cambridge (Massachusetts).

## Obra publicada
Entre los libros publicados por Vogt se encuentran:

(en inglés)
- 1951 Navaho Means People. Harvard University Press, with Clyde Kluckhohn, photos by Leonard McCombe.
- 1955 Modern Homesteaders. The Life of a Twentieth-Century Frontier Community. Belknap Press (of Harvard University Press).
- 1959 Water Witching USA. University of Chicago Press, with Ray Hyman.
- 1966 People of Rimrock; a study of values in five cultures. Harvard University Press, edited by Evon Z. Vogt and Ethel M. Albert
- 1969 Zinacantan: A Maya Community in the Highlands of Chiapas. Cambridge: The Belknap Press (of Harvard University Press).
- 1976 Tortillas for the Gods: A Symbolic Analysis of Zinacanteco Rituals. Cambridge: Harvard University Press.
- 1979 Reader in Comparative Religion: An Anthropological Approach. Allyn & Bacon; 4 edition (20 de enero de 1997) with William A. Lessa.
- 1994 Fieldwork Among the Maya: Reflections on the Harvard Chiapas Project. Albuquerque: University of New Mexico Press.

(en español)
- 1966 Los zinacantecos, un pueblo tzotzil de los altos de Chiapas, Colección: Presencias No.56, Dirección General de Publicación del Consejo Estatal para la Cultura y las Artes, Instituto Nacional Indigenista (I.N.I.), México, ISBN 968-29-4419-8
- 1980 Los Zinacantecos, un grupo maya en el siglo XX, Ed. Sepsetentas, México 1973 (1.ª Edición en español, traducción del original en inglés de 1970).
- Ofrendas para los dioses, Análisis simbólico de rituales zinacantecos, Sección de obras de Antropología, Fondo de Cultura Económica, México, 1979 1.ª edición en español (1.ª edición en inglés 1976 con el título Tortillas for the gods) ISBN 968-16-0215-3